# Phirangipuram
Phirangipuram là một mandal thuộc huyện Guntur, bang Andhra Pradesh, Ấn Độ. It is a part of Andhra Pradesh Capital Region.